# Melicope micrococca
Melicope micrococca är en vinruteväxtart som först beskrevs av Ferdinand von Mueller, och fick sitt nu gällande namn av Thomas Gordon Hartley. Melicope micrococca ingår i släktet Melicope och familjen vinruteväxter. Inga underarter finns listade i Catalogue of Life.